# La Digne-d'Aval
La Digne-d'Aval é uma comuna francesa na região administrativa de Occitânia, no departamento de Aude. Estende-se por uma área de 3,14 km². Em 2010 a comuna tinha 546 habitantes (densidade: 173,9 hab./km²).